# Мухаммад Рахим-хан I
Мухаммад Рахим-хан I (1775—1825) — четвёртый правитель из узбекской династии кунгратов в Хивинском ханстве, годы правления 1806—1825.
В 1806 году после трагической гибели Эльтузар-хана (1804—1806) к власти в Хивинском ханстве пришел его брат Мухаммад Рахим-хан I.

## Внутренняя политика
Для укрепления и развития государственности Мухаммад Рахим-хан I провел ряд важных реформ в стране. Для улучшения управления страной при дворе был учрежден верховный совет, мнение которого учитывал хан. Была проведена новая налоговая реформа, упорядочены дела таможни. Мухаммад Рахим-хан I первым из кунгратских правителей стал выпускать серебряные и золотые монеты.
При правлении Мухаммад Рахим-хан I усилилась централизация государства. Он завершил борьбу за «собирание» земель вокруг Хивы. В 1808—1809 годах был совершен поход на човдуров. В 1811 году были окончательно покорены аральские племена. В 1812—1813 годах были покорены казахи низовьев Сырдарьи. В 1820-х годах был покорен Мерв.
Мухаммад Рахим-хан I продолжал политику по восстановлению экономики страны. В период его правления в Хорезме проводились большие ирригационные работы.

## Внешняя политика
При правлении Мухаммад Рахим-хана I поддерживались дипломатические отношения с Россией, Османской империей, Афганистаном.
Отношения с Афганистаном были особенно дружественными, потому что в Хиве в изгнании определенное время проживал афганский правитель Мухаммед-шах (1809—1818). Позже он вновь стал правителем Афганистана и позволил хорезмийским купцам беспрепятственно торговать в стране..
В 1819—1820 годах в Хиве побывал российский посланник Н. Муравьев (1794—1866), который написал книгу о своем путешествии. По его данным население Хивинского ханства насчитывало триста тысяч человек. Основное население было представлено узбеками и туркменами..
В 1820 году Хиву посетила российская дипломатическая миссия во главе с А. Ф. Негри.

## Политика в области культуры
Мухаммад Рахим-хан I кроме родного узбекского знал персидский и арабские языки. Он был покровителем науки и искусств. В эпоху его правления в Хиве были построены медресе Кутлуг Мурад инака, мечеть Багбанлы и др.
В 1815 году по приказу Мухаммад Рахим-хана был сделан новый трон, облицованный серебром с басменным узором. В настоящее время он хранится в одном из музеев Москвы.
В этот период хивинский историк Мунис Хорезми активно работал над составлением всеобщей истории Хорезма.
После смерти Мухаммад Рахим-хана I власть в Хорезме перешла к его сыну Аллакули хану (1825—1842).

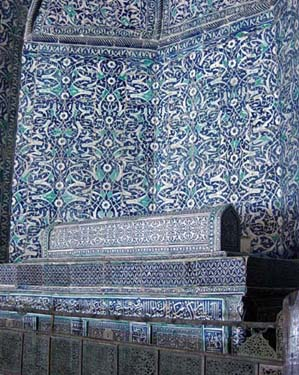
Могила Мухаммада Рахим-хана в комплексе мавзолея Пахлаван Махмуда